# André Lallemand
André Lallemand (Cirey-lès-Pontaillerel 29 de septiembre de 1904 - París, 24 de marzo de 1978) fue un astrónomo francés.
Fue director del Instituto de Astrofísica de París. Hizo importantes contribuciones al desarrollo de los fotomultiplicadores para astronomía y de la «cámara electrónica» o «cámara de Lallemand».
Fue nombrado profesor en el Collège de France, donde ocupó la cátedra de métodos físicos de Astronomía desde 1961 hasta 1974. Fue elegido miembro de la Academia Francesa de las Ciencias en 1961. Recibió el premio Lalande de la Academia de Ciencias de 1938 y Medalla Eddington de Royal Astronomical Society en 1962 por su trabajo.

## Biografía

### Sus padres
André Lallemand era hijo de Louis Lallemand, nacido en Besançon el 9 de diciembre de 1873, y Lucie Lepee, nacida el 7 de mayo de 1880 en Pouilly-en-Auxois. Los padres de Lucie Lepee tenían una tienda de víveres en Pouilly.
Su padre fue nombrado maestro de escuela en Alsacia al final de la Primera Guerra Mundial. En este momento se necesitaban maestros de escuela para enseñar el francés a los jóvenes alsacianos, paralelamente a la enseñanza del alemán desde el fin de la Guerra franco-prusiana de 1870.

### Su familia
Mientras Louis Lallemand enseñaba francés en el Lycée Kléber, tuvo a su hijo como alumno. En este momento, la escuela primaria se localizaba en los edificios de las escuelas de secundaria. André Lallemand conoció a su futura esposa Suzanne Ancel durante sus estudios, se trataba de la hija de un profesor de medicina de la Universidad de Estrasburgo. Suzanne Ancel trabajó con Pol Bouin, el inventor del líquido de Bouin que es un fijador móvil utilizado durante mucho tiempo para las observaciones microscópicas en biología. Se casaron y tuvieron tres hijos, uno murió en la infancia, los otros dos, François, que murió en 2011, y Denis, que murió en 2003. El primero fue farmacéutico, el segundo fue un profesor asociado de medicina en París: pionero de la radiología, instaló el primer centro de IRM en la sala de pediatría del Hospital Necker de París.

### Estudios
André Lallemand estudió en la Facultad de Ciencias de Estrasburgo, y en 1925 se convirtió en asistente del Observatorio de Estrasburgo, a continuación, bajo la dirección del Sr. Esclangon. Trabajó especialmente en el laboratorio de Peter Weiss, que incluía muchos físicos como Louis Neel (1904-2000), convirtiéndose en especialista sobre temas de magnetismo, incluyendo la introducción de la anti-ferromagnetismo y del ferromagnetismo (siguiendo los pasos de Pierre Curie, Pierre Weiss y Paul Langevin), terminando dirigiendo en Grenoble el Instituto Politécnico y el Centro de estudios nucleares antes de recibir el premio Nobel de Física en 1970.
Del laboratorio Pierre Weiss, a André Lallemand le gustó la "aplicación de métodos experimentales rigurosos». Con sus trabajos llegó a mejorar el brillante nivel en ciencias físicas que tenía a los 23 años (en que alcanzó el segundo lugar en el ranking nacional).

### Un profesor joven y brillante
Al Observatorio de Estrasburgo, André Lalllemand era el ayudante de André Danjon y de Gilbert Rougier. Allí recibió su formación de astrónomo. No participó en las observaciones meridianas del sol, las estrellas, la determinación y la preservación del tiempo. Danjon fue reemplazado por Esclangon en 1930 y su trabajo continuó moviéndose hacia la realización de instrumentos de observación de alta precisión en el campo de la posición de las estrellas: en particular, un astrolabio impersonal.
Danjon y Lallemand eran muy amigos: Lallemand aseguró  las conferencias de Astronomía de Danjon. Sus estudiantes lo estimaban por su rigor benévolo. Su amigo Charles Fehrenbach, que escribió su obituario, habla de una "gestión amistosa y firme."

### Sus investigaciones
Para los astrónomos de la época, uno de los problemas era obtener imágenes de estrellas y nebulosas, proceso inaccesible por los medios convencionales de la fotografía. La idea de André Lallemand fue optimizar los recursos existentes, es decir, decidió equipar el telescopio de 2 metros de diámetro del Observatorio de Haute-Provence con un sistema para aumentar su capacidad de observación.
Esta idea se le ocurrió en 1933, cuando tenía 31 años.
El laboratorio de Estrasburgo, en el cual trabajó probablemente, había mantenido rastros de una investigación llevada a cabo por el ejército alemán de un sistema de visión para tanques, antepasado de alguna manera de los intensificadores de imagen empleados hoy día por los militares. Se cree que el conocimiento de esta técnica pudo proporcionar elementos a André Lallemand para llevar a cabo su invención del foto-multiplicador y más tarde de la cámara electrónica.

### Años de guerra
En 1939, André Lallemand trabajó para la defensa nacional, llamado por el laboratorio de Bellevue. Después del desastre, se unió al Observatorio de Estrasburgo, dependiente de la Universidad de Clermont-Ferrand, donde llegó a reconstruir de alguna manera un laboratorio. Él siempre fue tan cálido hacia sus colegas y amigos que lo recuerdan con gran respeto y simpatía, igual que todos los que lo conocieron.

### La madurez
Finalmente, en 1943, se convirtió en astrónomo adjunto en París, y entonces pudo reconstruir un laboratorio con el apoyo de André Danjon siendo nombrado director del Observatorio de París al final de la guerra.
En 1953, André Lallemand fue nombrado astrónomo titular del Observatorio de París. En 1961, se le dio la Cátedra de Métodos físicos de Astronomía del Colegio de Francia. Fue un profesor cuyos cursos y seminarios fueron seguidos con admiración porque era a la vez consciente y perfeccionista.
Cuando se jubiló André Danjon, aceptó, por su devoción a la astronomía, la dirección del Instituto de Astrofísica, que ocupó hasta 1972.

### Honores
Recibió numerosos premios y distinciones en Francia y en el extranjero, otorgados por organizaciones científicas, por universidades y por la República Francesa. Estos numerosos reconocimientos no le desviaron de su modestia natural y sus pasatiempos favoritos: la caza, sus perros y el bricolaje. Su genio inventivo se manifestó en casa en sistemas de recuperación de calor producido por la caldera a través de cañerías y trampas de redistribución de energía. Ahora descansa en el cementerio de Pouilly-en-Auxois y el colegio del municipio de Côte-d'Or, lleva su nombre.

## Eponimia
- La Academia de las Ciencias presenta cada dos años el Premio Lallemand para trabajos en astronomía.
- El cráter lunar Lallemand lleva este nombre en su memoria.[3]